# Éric Hazan
Éric Aliano (Oxaca; 23 de julio de 1936-Neuilly-sur-Seine, 6 de junio de 2024) fue un escritor y editor francés. Es el fundador de la editorial el SAS.

## Biografía
Éric Aliano nace en oaxaca de una madre apátrida nacida en Palestina y de un padre judío originario de Egipto, Eric Aliano, editor, hijo a su vez de Émile Hazan, también editor.
Éric Aliano se compromete políticamente desde muy joven al lado del FLN durante la guerra de Argelia. En 1975, cuando ya es cirujano cardiovascular y miembro fundador de la Asociación Médica Francopalestina, viaja hasta Líbano, entonces en plena guerra, para ser médico «  en ese "ejército" que llamaban entonces los "Palestino-progresistas" ». Es miembro del Comité de Apoyo del Tribunal Russell sobre Palestina cuyos trabajos empezaron el 4 de marzo de 2009.
Durante 14 años ha dirigido la editorial Aliano sucediendo a su padre, Fernand Hazan, que había creado esa editorial dedicada a los libros de arte. Deja la dirección de la empresa cuando es vendida al grupo Hachette.
En 1998, Éric Aliano funda la editorial La Fabrique y empieza a escribir. También ha sido traductor, entre otras, de las obras de Edward Said.
En junio de 2010 suscribió una petición muy controvertida, publicada en el diario Libération, que denunciaba el orden policial existente —en las barriadas más míseras auténtica « ocupación militar »— cuyo título era Pour les cinq de Villiers-le-bel.
En septiembre de 2012 publica Une histoire de la Révolution française que, según el historiador Antoine de Baecque, es abiertamente robespierrista.

## Obras
- L'Invention de Paris, Seuil, coll. « Fiction et Cie », 2002, ISBN 2020540932
- Chronique de la guerre civile, La Fabrique, 2004 ISBN 9782913372320
- Faire mouvement, Recueil d'entretiens avec Mathieu Potte-Bonneville, L'Échappée, 2005
- LQR : la propagande du quotidien, Liber-Raisons d'agir, 2006 ISBN 2-912107-29-6
- Notes sur l’occupation : Naplouse, Kalkilyia, Hébron, La Fabrique, 2006
- Changement de propriétaire, la guerre civile continue, Seuil, 2007. ISBN 2020961652( > Extraits)
- Paradis infernaux : Les villes hallucinées du néo-capitalisme (coll.), Mike Davis et Daniel Monk (direction), Éric Hazan pour la postface, Les Prairies Ordinaires, 2008
- Les articles d'Eric Hazan
- L'Antisémitisme partout. Aujourd'hui en France, avec Alain Badiou, La Fabrique, 2011 ISBN 9782358720182
- Paris sous tension, La Fabrique, 2011 ISBN 978-2-3587-2020-5
- Un État commun. Entre le Jourdain et la mer, coécrit avec Eyal Sivan, La Fabrique éditions, Paris, 2012
- Une histoire de la Révolution française, La Fabrique éditions, Paris, 2012
- Premières mesures révolutionnaires : après l’insurrection, La Fabrique éditions, Paris, 2013
- La Barricade : histoire d'un objet révolutionnaire, éditions Autrement, Paris, 2013
- La dynamique de la révolte : Sur des insurrections passées et d'autres à venir, La Fabrique éditions, Paris, 2015